# گوتووو ویلکیه
گوتووو ویلکیه (به لاتین: Gutowo Wielkie) یک روستا در لهستان است که در گمینا وژشنگا واقع شده‌است.